# Lawrence O. Brockway
Pour les articles homonymes, voir Brockway.
Lawrence Olin Brockway est un physicien chimiste né le 23 septembre 1907 et mort le 17 novembre 1979. Il passe la plus importante partie de sa carrière à l'université du Michigan. Il y développe les premières méthodes de diffraction des électrons.

## Première vie et éducation
Lawrence Brockway naît le 23 septembre 1907 à Topeka dans le Kansas. Il étudie à l'université du Nebraska, obtient son baccalauréat en 1929 et son diplôme un an plus tard. Il rejoint ensuite l'Institut de technologie de Californie (Caltech), où il est l'un des premiers étudiants diplômés du chimiste Linus Pauling. Linus Pauling et lui s'intéressent à la physique des interactions interatomiques et concentrent leurs efforts sur la structure du chalcopyrite, ce qui établit l'intérêt de Lawrence Brockway dans la diffraction des électrons comme méthode pour étudier la structure moléculaire,. Il obtient son doctorat en 1933. Il passe les années suivantes comme chercheur à Caltech, puis reçoit une bourse Guggenheim en 1937 pour passer l'année suivante à l'université d'Oxford et dans la Royal Institution,.

## Carrière académique
Après son retour aux États-Unis en 1938, Lawrence Brockway rejoint la faculté de l'université du Michigan où il atteint le titre de professeur titulaire en 1945, il reste jusqu'à ce qu'il obtienne le titre de professeur émérite à la fin de l'année 1976. Au cours de sa carrière au Michigan, il est reconnu comme un éducateur engagé et continue à enseigner des séminaires spécialisés après sa retraite. Ses intérêts de recherche se concentrent principalement sur le développement continu de la diffraction des électrons, qu'il commence à étudier en tant qu'étudiant diplômé, et qu'il élargit plus tard pour inclure la chimie de surface et les couches minces,.
Lawrence Brockway reçoit le prix de l'American Chemical Society pour la chimie pure en 1940. Il occupe un certain nombre de postes de direction dans plusieurs sociétés scientifiques : il participe à la fondation de l'Association cristallographique américaine (en) et en est le président en 1953 ; il occupe également diverses fonctions au sein de l'Union internationale de cristallographie et du Conseil national de la recherche. En 1942, il devient également l'un des membres fondateurs de la Société américaine de microscopie (en). En outre, il est consultant pour des institutions externes travaillant sur des projets liés à la défense pendant la Seconde Guerre mondiale et pour des intérêts industriels par la suite.
Lawrence Brockway est le directeur de thèse du chimiste Lawrence Bartell (en), du prix Nobel de chimie de 1985 Jerome Karle, et de sa femme et collaboratrice scientifique, la chimiste Isabella Karle,.
Lawrence Brockway meurt le 17 novembre 1979.